# جی‌ایکس ۳۳۹–۴
GX۳۳۹−۴ یک احتمال برای سیاه چاله است. این احتمال سیاه چاله با بررسی تابش‌های ایکس ساطع شده از آن توسط دکتر جلال صمیمی اختر فیزیکدان ایرانی در مقاله ای در مجله نیچر به عنوان احتمال سیاه چاله معرفی شده است. تحقیقات نشان داده است که تابش‌های ایکس این منبع کهکشانی شباهت زیادی به تابش‌های ماکیان ایکس یک یک احتمال سیاه چاله دیگر دارد.